# Jaggln

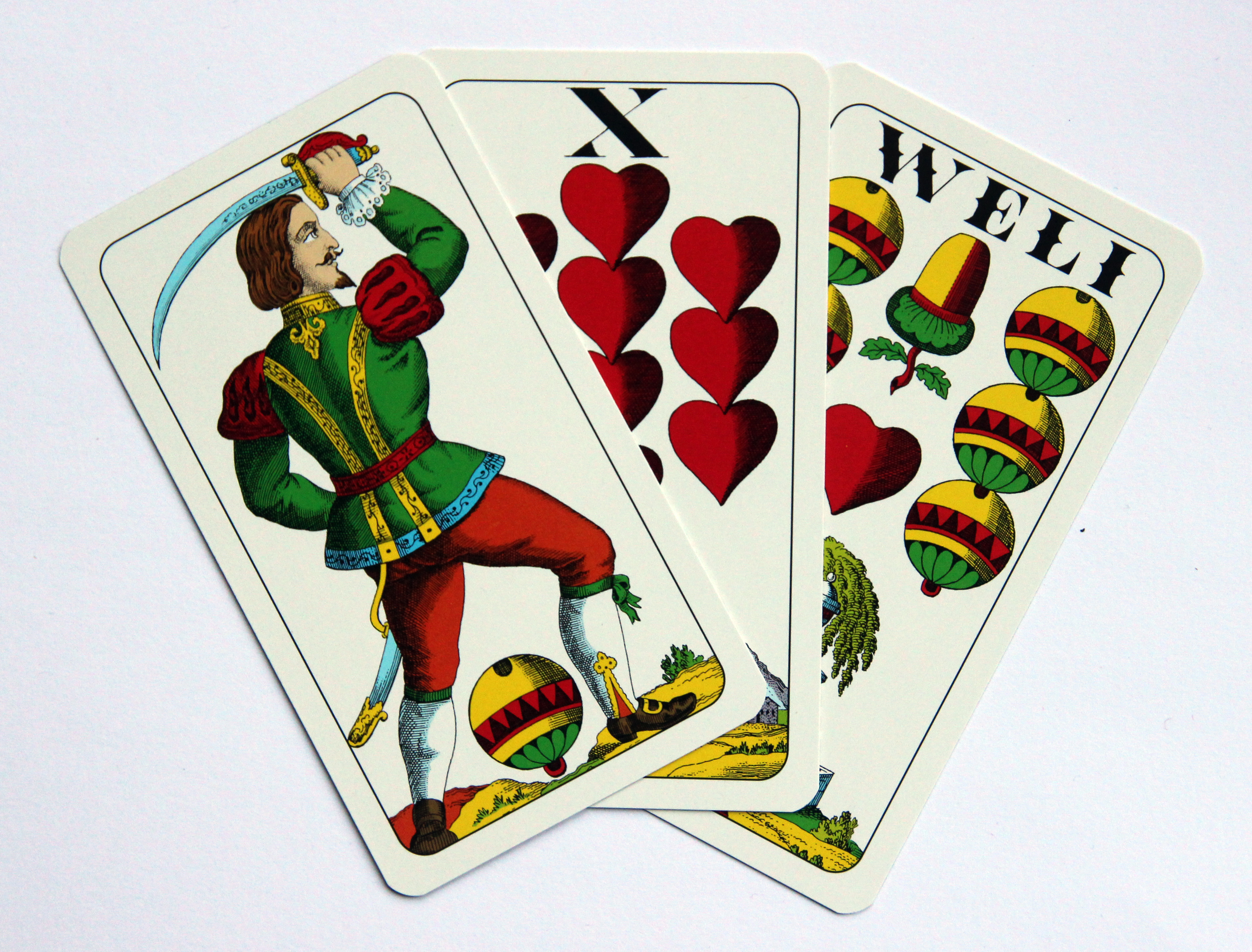
Die Matadore – Jaggl, Zanggl und Buggl

Jaggln, auch Jaggeln, ist ein historisches Tiroler Kartenspiel, das zu fünft gespielt wird, es wurde einst nur als Zeitvertrieb im Winter vom bäuerlichen Volk betrieben. Eine Besonderheit stellen die drei höchste Trümpfe dar, die Jaggl, Zanggl und Buggl genannt werden. Ziel ist es, die Mehrheit der Gewiß – d. h. die vier Säue, vier Zehner und den Jaggl zu gewinnen. Angenommen, ein Mitspieler hat alle drei Matadore, kann er mindestens drei Stiche heimbringen. Und wenn er dabei auch die vier Säue einheimst, hat er gewonnen, weil er die Mehrheit der Gewiß genommen hat.

## Spielregeln
Die  Regeln nach Schipflinger sind wie folgt:

### Spielziel
Jaggln spielt man mit Partner. Das Spielziel ist, fünf Gwiß zu nehmen. Die Gwiß sind alle Zehner und Sauen (As), auch kommt der Jaggl (Schellenunter) dazu; also es gibt insgesamt neun Gwiß.

### Spieler
Beim Jaggln können 5 bis 7 Personen teilnehmen.
| Eichel | Laub | Herz | Schell |
| ------ | ---- | ---- | ------ |
|        |      |      |        |

Man braucht traditionell ein einfachdeutsche Karte mit dem Salzburger Bild. Die vier Farben sind Eichel, Laub, Herz und Schell. Es gibt 33 Blatt d. h. bei jeder Farbe Sau, König, Ober, Unter, Zehner, Neuner, Achter, und Siebner. Dazu kommt natürlich das Buggl (Welli oder Schellensechser).
Die Hauptkarte ist der Jaggl, d. h. der Schellunter, der alles sticht. Die zweithöchster ist der Zanggl, Er ist der Herzzehner. Der dritthöchste ist der Buggl (Welli oder Schellsechser). Danach folgen die Trümpfe.

### Geben und Ansagen
Spielen fünf Personen, erhält jede sechs Karten, spielen sechs, erhält jede fünf Karten. Bei sieben Personen muss der Geber 'sitzen'. Drei Blattl (Karten) kommen in den „Doaba“, d. h. sie werden in die Mitte des Tisches gelegt.
Jetzt muss Vorhand einen Partner anrufen, indem er ein Blatt ansagt. Dieses Blatt bestimmt die Trumpffarbe und auch den Partner, z. B.:
- Wenn Jaggl angesagt wird, ist Schell Trumpf.
- Wenn Zanggl angesagt wird, ist Herz Trumpf.
- Wenn Buggl angesagt wird, ist Eichel Trumpf.
- Wenn die Laubsau angesagt wird, ist Laub Trumpf.

Wer das gerufene Blatt hat, ist Partner des Ansagers. Es kann aber vorkommen, dass das betreffende Blatt im „Doaba“ liegt, dann ist man allein. Nachdem Vorhand ein Blatt angesagt hat, kann er (muss aber nicht) den Doaba aufnehmen. Er muss dann drei Blatt gedeckt hinablegen. Dabei darf er keinen Zehner oder keine Sau ablegen.

### Spielverlauf
Vorhand spielt aus. Farbe muss bedient werden. Derjeniger der das höchste Blatt spielt, gewinnt den Stich. Wer sticht, muss also als Nächster auswerfen. Um das Spiel zu gewinnen, muss eine Partei fünf Gwiß aufweisen können.

### Gewinnen
Machen die Gegner des Ansagers keinen Stich, so ist dies ein „Gmatschts“ (gematscht). Das Spiel wird dann doppelt gewertet. Ruft der Ansager den Zanggl, Buggl oder gar die Labsau, so ist es möglich, dass der Ansager und dessen Partner gematscht werden. Man nennt das einen „Motschstich“. Wird gematscht, so muss jeder Verlierer, zwei Groschen, wenn man minder tut, und vier Groschen, wenn man doppelt tut, zahlen.
Wenn nicht gematscht wird, zahlt man die Hälfte. Das Geld wird zu gleichen Teilen unter den Gewinnern geteilt.

## Variante
Heute gibt es eine Variante, die am Tschitscher Spiele- und Buchhotel gespielt wird. Die Regeln wurden von Heidi and Dieter Mayr-Hassler verfasst und von der Wiener Spielakademie überprüft. Diese Variante unterscheidet sich vom Schipflinger wie folgt:
- Nur 28 Blatt statt 33.
- Eine doppeldeutsche Karte wird verwendet
- Die Gewisse haben einen Spielwert von 10 Punkte
- Die zweithöchste Karte ist das Trumpfas
- Der Abheber darf den Mandl (Schellenunter) und/oder Weli (Schellensechser) schlecken
- Wenn sechs spielen, muss der Geber ausbleiben, wenn sieben spielen, muss auch der nächste aussitzen
- Jeder bekommt nur 5 Blatt
- Vorhand ruft eine beliebige Karten außer dem Mandl
- Der Ansager kann ohne den Doaba spielen; dann wird das Spiel doppelt bewertet
- Verliert der Ansager, bezahlt er zwei Chips und der Partner einen Chip. Gewinnt der Ansager, bezahlen die Gegner je einen Chip (also der Ansager bekommt 2, der Partner 1).
- Bekommt eine Partei keinen Stich, sind sie 'waschtln' und bezahlt doppelt.